# 八岁龙爷闹东京
《八岁龙爷闹东京》，2000年在中国大陆播出古装喜剧，导演井泉、李海兴，主演释小龙、焦恩俊、许还山、张恒、徐锦江。

## 剧情
该剧背景是东汉时期，讲述了“汉质帝刘缵”（释小龙饰演）8岁时在宫廷斗争中展现出的卓越智慧和机敏。

## 演出
| 演员   | 角色     | 备注                                       |
| 释小龙 | 刘缵     | 汉质帝。                                   |
| 许还山 | 李固     | 东汉著名大臣。                             |
| 徐锦江 | 梁冀     | 东汉权臣。                                 |
| 周笑莉 | 梁太后   |                                            |
| 焦恩俊 | 刘蒜     | 汉桓帝（历史上刘蒜未登基，汉桓帝为刘志）。 |
| 张恒   | 胡秀姑   | 其父因在朝堂抵触梁冀而被杀害、灭门。       |
| 龚蓓苾 | 张菁     | 刘蒜的表妹。                               |
| 卢勇   | 郑强     | 山寨头领。                                 |
| 田菁   | 刘夫人   |                                            |
| 徐萍   | 黑山神尼 |                                            |

## 制作
该剧汇聚了众多香港、台湾影视明星，如焦恩俊、徐锦江。

## 曲目
| 演唱者 | 作品               | 伴唱   | 词曲 | 备注 |
| ------ | ------------------ | ------ | ---- | ---- |
| 释小龙 | 《八岁龙爷闹东京》 | 三兄弟 | 李斌 |      |
| 黄格选 | 《天地在我怀抱》   | 吸引力 | 李斌 |      |